# Antonio Nibali
Pour les articles homonymes, voir Nibali.
Antonio Nibali (né le 23 septembre 1992 à Messine) est un coureur cycliste italien. Son frère aîné Vincenzo Nibali est également coureur.

## Biographie
Né le 23 septembre 1992 à Messine, Antonio Nibali est le frère cadet de Vincenzo Nibali, vainqueur des trois grands tours.
En 2011, il signe avec la formation amateur Mastromarco-Chianti Sensi-Benedetti. Trois ans plus tard, il rejoint l'équipe continentale Marchiol Emisfero en 2014. Au mois de juillet, il se classe troisième de Bassano-Monte Grappa, course pour grimpeurs réputée chez les amateurs.
Il devient coureur professionnel au sein de l'équipe continentale professionnelle Nippo-Vini Fantini en 2015. L'année suivante, il est onzième du Tour du Japon, après s'être classé septième d'une étape au mont Fuji.
En 2017, il rejoint son frère au sein de la nouvelle équipe professionnelle Bahrain-Merida. Il fait ses débuts dans un grand tour à l'occasion de la Vuelta, où il a pour mission d'épauler son frère aîné Vincenzo en montagne. En 2018, il participe pour la première fois au Tour d'Italie en tant qu'équipier de Domenico Pozzovivo. Il s'impose également sur une étape du Tour d'Autriche au sommet de Sonntagberg, sa première victoire chez les professionnels,.
En 2019 et 2020, il participe au Tour d'Italie aux côtés de son frère Vincenzo.
Continuant sa carrière dans la même équipe que son frère, Antonio Nibali s'engage avec Astana-Qasaqstan pour les saisons 2022 et 2023.

## Palmarès et classements mondiaux

### Palmarès amateur
- 2011[2]
  - 3e de la Cronoscalata del Montemignaio
- 2012
  - 2e de Pistoia-Fiorano
- 2013
  - 1re étape du Giro delle Valli Cuneesi (contre-la-montre par équipes)
  - 2e du Trophée Alvaro Bacci
  - 3e du Giro Pesche Nettarine di Romagna
- 2014
  - 3e de Bassano-Monte Grappa

### Palmarès professionnel
- 2018
  - 7e étape du Tour d'Autriche
- 2023
  - 2e du Tour de Kyushu

### Résultats sur les grands tours

#### Tour d'Italie
3 participations
- 2018 : 100e
- 2019 : 76e
- 2020 : 37e

#### Tour d'Espagne
2 participations
- 2017 : 102e
- 2021 : 108e

### Classements mondiaux
| Année                                 | 2014  | 2015 | 2016  | 2017  | 2018 | 2019  | 2020  | 2021  | 2022  | 2023 |
| ------------------------------------- | ----- | ---- | ----- | ----- | ---- | ----- | ----- | ----- | ----- | ---- |
| UCI World Tour                        |       |      | nc    | nc    | 374e |       |       |       |       |      |
| Classement mondial                    |       |      | 1669e | 2669e | 874e | 2117e | 1159e | 1440e | 1881e | 740e |
| UCI Europe Tour                       | 1005e | nc   | 1545e | 1789e | 585e | 1382e | 897e  | 1025e | 1212e | nc   |
| UCI Asia Tour                         | nc    | nc   | 328e  | nc    | nc   |       |       |       |       |      |
|                                       |       |      |       |       |      |       |       |       |       |      |
| Légende : nc = non classéSource : UCI |       |      |       |       |      |       |       |       |       |      |